# Reinhard Keiser

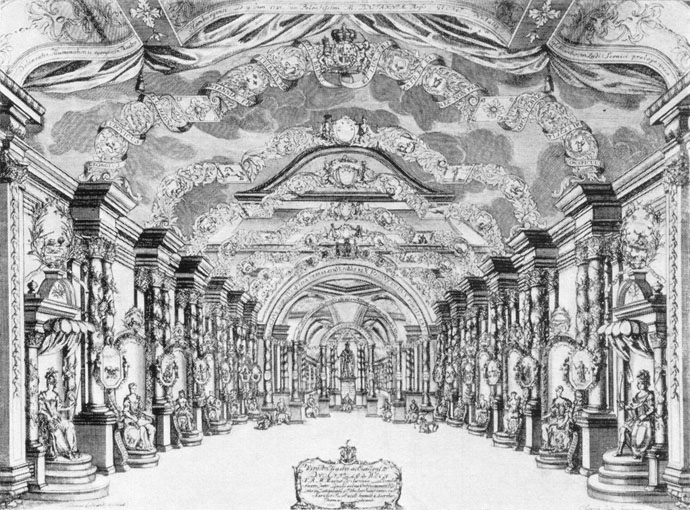
Feestversiering in de Opera van Hamburg naar aanleiding van de verjaardag van de Engelse koning George I in 1727

Reinhard Keiser (Teuchern, 10 januari 1674 - Hamburg, 12 september 1739) was een barokcomponist en operaproducent. Keiser had een rusteloze natuur, telkens weer andere posities vervullend. 

## Biografie
Zijn vader, Gottfried Keiser, was organist en trouwde in 1673 met de zwangere 16-jarige dochter van een verarmde landjonker, Agnes Dorothee von Etzdorff. Vanaf 1685 studeerde Keiser zeven jaar aan de beroemde Thomasschule in Leipzig, waar Johann Schelle als cantor was aangesteld. Keiser volgde lessen in Braunschweig bij Johann Sigismund Kusser, een leerling van Jean Baptiste Lully. In 1690 opende de opera haar deuren, beschermheer was Anton Ulrich. In 1693 werd daar Keisers eerste opera Basilius in Arkadien opgevoerd. 
In 1697 verhuisde Keiser naar Hamburg, waar hij de positie van artistiek directeur en manager van Kusser had overgenomen. Keiser begon aan zijn rijke productie voor de opera aan de Gänsemarkt en maakte het theater beroemd. De opera Mahumet II uit 1696 schijnt zijn eerste productie te zijn geweest. 
Keiser schreef aan de lopende band, 116 opera's, waarvan er ongeveer 24 bewaard zijn gebleven. Ook begon hij met het geven van concerten op zondagmiddag. Christoph Graupner speelde klavecimbel in zijn orkest en Georg Friedrich Händel was zijn tweede violist. Keiser gaf Händel toestemming zijn opera Almira uit te voeren. Händel gebruikte enkele jaren later voor zijn opera Agrippina, geschreven in Italië, delen uit Octavio van Keiser. 
In 1706 werd Keiser verwijderd van zijn positie als manager door de Hamburgse Senaat vanwege zijn excessieve uitgaven. De opera werd failliet verklaard en Keiser ontvluchtte de stad. Keiser bleef met indrukwekkende regelmaat schrijven voor het theater in Hamburg, ook toen hij in Weißenfels werkte en in Eisenach een betrekking probeerde te krijgen. 
Keiser werkte van 1709 tot 1716 opnieuw in Hamburg, vervolgens in Stuttgart en als hofkapelmeester in Kopenhagen. Telemann nam in 1722 zijn positie over aan de opera. Keiser werd in 1728 benoemd tot kantor van de Dom, als opvolger van Johann Mattheson, die doof was geworden. Vanaf dat moment wijdde hij zich meer aan kerkmuziek. 
Zijn Marcuspassie heeft vanwege zijn lyrische en dramatische momenten kwaliteit. Het werk is overgeleverd in een handschrift uit 1713 van Bach, die het minstens tweemaal heeft uitgevoerd. Of deze Marcuspassie werkelijk van Keisers hand is, wordt betwijfeld. Ook Friedrich Nicolaus Bruhns, die het werk in 1707 uitvoerde in de Domkerk in Hamburg, zou de componist kunnen zijn. In diens oeuvre zou het beter passen en er zijn geen aanwijzingen dat Keiser al vroeg in de 18e eeuw bemoeienis had met passiemuziek voor de liturgie.
Die großmütige Tomyris (1717) en Croesus (1730) gelden als zijn beste opera's, rijk georkestreerd.
In Teuchern is de Reinhard-Keiser-Gedenkstätte aan zijn werk en leven gewijd.